# Ошава
О́шава (англ. Oshawa) — канадский город в провинции Онтарио. Располагается в Южном Онтарио, на побережье озера Онтарио), в 60 км к востоку от Даунтаун Торонто. Рассматривается как восточный якорь агломераций Большого Торонто и Голден-Хорсшу; крупнейший город в региональном муниципалитете Дарем. Граничит с муниципалитетом Уитби. Название города в переводе с языка оджибве означает «слияние водных потоков» или «пересечение». По переписи 2016 года численность его населения составляет 159 458 человек, численность населения городской переписной области Ошава — 379 848 человек на тот же год.
Ошава известна как центр автомобильной промышленности Канады, поскольку в городе располагается штаб-квартира General Motors Canada, канадского филиала компании General Motors. Это предприятие было основано в 1876 году Робертом Маклафлином (англ. Robert McLaughlin) под названием McLaughlin Carriage Company, а позже было преобразовано в компанию McLaughlin Motors Ltd благодаря Сэму Маклафлину, сыну Роберта. Развитая автомобильная и машиностроительная промышленность подарили Ошаве девизы «Город, МОТОвирующий Канаду» (англ. The City that Motovates Canada) и «Город в движении» (англ. The City in Motion), а сам город носит прозвище «Автомобильная столица Канады» (англ. Automotive capital of Canada). Однако с 18 декабря 2019 года в городе было прекращено производство автомобилей компанией General Motors, что вылилось в увольнение более 2300 человек. В настоящее время Ошава также является крупным образовательным центром и узлом современной медицины: в городе располагаются Даремский колледж, университет Трента и Технологический институт университета Онтарио, Научно-исследовательский и образовательный центр Лейкридж (LHEARN) и Ошавский госпиталь Лейкридж. Ключевыми секторами экономики являются продвинутое промышленное производство, высокотехнологичные медицинские услуги, логистика, энергетика и IT-сфера. В 2016 году в рейтинге StatsCan лучших городов Канады по трудоустройству Ошава заняла 6-е место.
Даунтаун Ошава — признанный официально Центр городского развития (англ. Urban Growth Centre), включённый в программу правительства Онтарио «Инициатива развивающихся городов» (англ. Places to Grow initiative). В Даунтауне проживают более 2400 студентов и работают около 5 тысяч человек. Это ведущий центр развлекательных и спортивных мероприятий (театр Регент и арена Трибьют Коммьюнитиз Центр), кулинарии (более 50 ресторанов и кафе) и культуры (Галерея Роберта Маклафлина и Канадский автомобильный музей). В Ошаве располагается Региональный инновационный центр (англ. Regional Innovation Centre), предлагающий услуги стартаперам и малоопытным бизнесменам; в Даунтауне располагаются многочисленные офисы разных предприятий. Парквуд Эстэйт, дом Маклафинов, ныне является Национальным историческим объектом и встречается во множестве фильмов, в том числе «Оно», «Билли Мэдисон», «Чикаго» и «Люди Икс».

## История
В начале своей истории город Ошава был перевалочным пунктом пушной торговли. В порту города пушнина грузилась в лодки индейцами племени миссиссога и направлялись на запад, в фактории (торговые поселения), расположенные в устье реки Кредит-ривер.

## Экономика
Основной отраслью экономики Ошавы всегда являлось автомобилестроение, в котором особое место занимает канадское подразделение General Motors.
Со времени основания крупных сборочных заводов компанией McLaughlin Carriage Company в 1876, они, равно как и штаб-квартира GMC, до сих пор располагаются в черте города.
В Ошаве также было основано коневодческое предприятие Windfields Farm, где родился известнейший канадский рысак Северный Танцор.

## Спорт
В молодёжном хоккее Ошава представлена клубом «Ошава Дженералз» из хоккейной лиги Онтарио, чемпионом розыгрыша Лиги 2015 года.
В 2015 году в Ошаве в рамках Панамериканских игр, проходивших в Торонто, прошли турниры по боксу и тяжёлой атлетике.